# Johnny Owen
Johnny Owen, rojen John Richard Owens, velški boksar, * 7. januar 1956, Merthyr Tydfil, Wales, † 4. november 1980. 
S svojo krhko postavo si je prislužil številne vzdevke, med drugim »Bionic Bantam« in »Merthyr Matchstick.« V kratki karieri je osvojil britanski in evropski bantamski naslov. Postal je tudi prvi Valižan z naslovom bantamskega prvaka Commonwealtha. Septembra 1980 se je za naslov svetovnega prvaka pomeril z Mehičanom Lupejem Pintorjem in sila težak dvoboj izgubil po prekinitvi. Pintor mu je v 12. rundi namreč z desno roko zadal usodni udarec, po katerem je Owen izgubil zavest. Iz ringa so ga odnesli na nosilih, kmalu po dvoboju je padel v komo in umrl sedem tednov kasneje. Leta 2002 so v rojstnem mestu Merthyr Tydfil v čast njegovega življenja in kariere postavili kip v njegovi podobi.

## Zgodnje življenje in kariera
Johnny Owen se je kot John Richard Owens rodil 7. januarja 1956 v mestu Merthyr Tydfil, v delavsko družino očeta Dicka in matere Edith Owens. Od osmih otrok je bil četrti po vrsti. Z boksom se je pričel ukvarjati že pri osmih letih. V celotni amaterski kariere je skupaj odboksal 126 dvobojev in med drugim osvojil več velških naslovov.
Izven ringa so ga poznali kot tihega, prijaznega in razmeroma zadržanega človeka. V ringu pa je veljal za spoštovanja vrednega nasprotnika, ki je z voljo in močjo nadomeščal navzven drobno postavo. Poznan je bil tudi po odlični telesni pripravljenosti in vzdržljivosti, ki si jo je pridobil, ko je dolge ure tekal naokoli po strmih hribih juga Walesa.
Svojo profesionalno kariero je pričel leta 1976, ko je 30. septembra v Pontypoolu v krstnem nastopu po odločitvi premagal rojaka Georga Suttona. Sutton je tedaj veljal za tretjega izzivalca za britanski bantamski naslov.

## Poklicna kariera
Svojo pot med profesionalci je začel zelo obetavno, saj je že v šestem dvoboju še drugič po točkah porazil Suttona in mu odvzel naslov velškega prvaka bantamske kategorije. V desetem dvoboju je s tehničnim nokavtom premagal Paddyja Maguireja in mu odvzel titulo britanskega prvaka. Pod vodstvom menedžerja in trenerja Daija Gardinerja je ves čas nadgrajeval svoje predstave in sčasoma postal vodilna sila domačega bantamskega prizorišča. Ob koncu leta 1978 je začutil, da je pripravljen na prvi preizkus na mednarodni ravni.
Prva postaja je bil italijanski Avstralec Paul Ferreri, s katerim se je udaril za prosti naslov bantamskega prvaka Commonwealtha. Ferreri je naslov v preteklosti že osvojil in je pred obračunom veljal za težkega, če ne nepremostljivega tekmeca relativno neizkušenemu Owenu. Valižan je proti Ferreriju prikazal eno najboljših predstav v karieri. Oba borca sta zadajala čiste in čvrste udarce, proti koncu dvoboja pa je Ferreri vse bolj povešal glavo in udarjal z vedno manj uspeha. Owen je na drugi strani v enakem ritmu vztrajal do konca in vseh 15 rund pritiskal na Avstralca. Točkovni sodniki so dvoboj odločili v korist Owena, ki se je tako v zgodovino zapisal kot prvi Valižan z naslovom bantamskega prvaka Commonwealtha.
Z zmago je postal glavni izzivalec za evropski naslov, ki ga je držal Španec Juan Francisco Rodriguez. Dvoboj z Rodriguezom je bil Owenov 18. po vrsti in prvi izven meja Velike Britanije. Obračun je minil v izjemno naelektrenem ozračju in še danes velja za sila kontroverznega, saj se je pod obtožbami nedovoljenega poseganja v dvoboj znašel celoten Špančev tabor. Med drugim naj bi Rodriguez presegel dovoljeno težo, njegovi sodelavci pa naj bi nešportno motila Owenov spanec. Med samim dvobojem naj bi ga Španec ves čas suval in ga udarjal s komolci, prav tako naj bi njegove rokavice namazali s sredstvom, ki zamegli nasprotnikov vid. Owen je v dvoboju vseeno prevladoval, a so na koncu točkovni sodniki zmago sumljivo pripisali Rodriguezu. Španske oblasti mu tako kot poražencu tudi niso izplačale njegove finančne premije. Slednje gre domnevno pripisati maščevanju za podoben incident, ki se je le nekaj mesecev predtem pripetil na angleških tleh.
Po nekaj zmagah proti lokalnim borcem je Owen februarja 1980 dobil priložnost za popravni izpit in maščevanje. Vnovič se je namreč pomeril z Rodriguezom, ki je tokrat evropski naslov branil na Owenovem domačem prizorišču, v Ebbw Valeju. Po 12 rundah izenačenega boksa je moral Rodriguez Owenu priznati premoč šele po soglasni odločitvi točkovnih sodnikov. Štiri mesece kasneje je Owen še tretjič uspešno ubranil naslov britanskega prvaka in si z zmago proti Johnu Feeneyju prislužil prestižni Lonsdale pas. Naslednja postaja na njegovi poti je bil Los Angeles, prizorišče njegovega prvega dvoboja za naslov svetovnega prvaka.

## Zadnji dvoboj in smrt
Bantamski WBC naslov svetovnega prvaka je držal Mehičan Lupe Pintor, ki je naslov pridobil po kontroverzni deljeni odločitvi proti dolgoletnemu prvaku Carlosu Zarateju. Zarate je bil nad razpletom dvoboja zelo razočaran in se je v besu celo odločil končati kariero. Pintor je ne glede na okoliščine slovel kot dostojen Zaratejev naslednik in le malokdo je Owenu pripisoval možnosti za zmago, ko sta 19. septembra 1980 stopila v ring dvorane Grand Olympic Auditorium.
Kljub temu je Owen v dvoboj krenil odločno in se izkazal za žilavega tekmeca. Ko je zvonec oznanil konec osme runde, je Owen po mnenju mnogih opazovalcev vodil na točkovni lestvici, a se je hitro utrujal. V deveti rundi mu je tako Pintor zadal prvi knockdown v profesionalni karieri in v tisti točki se je obrnil potek celotnega dvoboja. V naslednjih rundah je Mehičan prevladoval in svojega tekmeca v 12. rundi še drugič spravil na tla. Le nekaj trenutkov kasneje je, 25 sekund pred koncem runde in dvoboja, Pintor z desnico zadal silovit udarec, s katerim je Owena še tretjič poslal na pod ringa. Owen si od udarca ni opomogel in je po nokavtu nezavesten vznak ležal na hrbtu. K njemu so hitro pridrveli reševalci in ga na nosilih odnesli iz dvorane. Promotorji dvoboja so morali za medicinske storitve plačati 94.000 dolarjev, a niso svojcem ob smrti izplačali nobenega nadomestila.
Naknadno se je izvedelo, da je imel Owen nenavadno občutljivo lobanjo. Nikoli se ni vrnil k zavesti in kljub dovršeni operaciji je padel v komo. Za mrtvega so ga proglasili 4. novembra 1980, v starosti 24 let.
Njegova družina ni za smrt nikoli okrivila Pintorja in mu je ob izgubi celo poslala telegram, v katerem ga je pozvala, da naj nadaljuje z boksarsko kariero. Dvajset let kasneje so v mestu Merthyr Tyfdil postavili spomenik Owenu. Na željo Owenovega očeta je spomenik otvoril Lupe Pintor. Bronasti kip v Owenovi podobi je ustvaril kipar James Done.

## Nagrade
Owen je leta 1978 na krilih zmage proti Ferreriju postal BBC-jeva velška športna osebnost leta.